# حي السجن (اللاذقية)
حي السجن وهو من أحياء مدينة اللاذقية القديمة ويوجد به مجموعة من المباني الرسمية ويقع على البحر مباشرة مقابل الأكاديمية البحرية.
أهم المناطق الحكومية الموجودة فيها :
- مشفى الندى
- الجيش الشعبي
- المحكمة
- مدرسة يوسف العظمة
- شعبة التجنيد
- دائرة التجنيد
- السجن